# Orthopyxis sargassicola
Orthopyxis sargassicola är en nässeldjursart som först beskrevs av Nutting 1915.  Orthopyxis sargassicola ingår i släktet Orthopyxis och familjen Campanulariidae. Inga underarter finns listade i Catalogue of Life.